# Eagle Harbor (Míchigan)
Eagle Harbor es un lugar designado por el censo (en inglés, census-designated place) ubicado en el condado de Keweenaw, Míchigan, Estados Unidos. Según el censo de 2020, tiene una población de 69 habitantes.
Está situado en el municipio de Eagle Harbor.

## Geografía
La localidad está ubicada en las coordenadas 47°27′6″N 88°9′13″O / 47.45167, -88.15361. Según la Oficina del Censo de los Estados Unidos, Eagle Harbor tiene una superficie total de 5.33 km², de la cual 4.67 km² corresponden a tierra firme y 0.66 km² son agua.

## Demografía
Según el censo de 2020, hay 69 personas residiendo en Eagle Harbor. La densidad de población es de 14.78 hab./km². El 91.30% de los habitantes son blancos, el 1.45% es de otra raza y el 7.25% son de una mezcla de razas. Del total de la población, el 1.45% es hispano o latino.